# 1966 في البرازيل
فيما يلي قوائم الأحداث التي وقعت خلال عام 1966 في البرازيل.

## ظهور
- 1 يناير – موسيقى شعبية برازيلية

## مواليد

### يناير
- 17 يناير – كريم عينوز مخرج أفلام برازيلي.[1]
- 29 يناير – روماريو لاعب كرة قدم برازيلي.[2]
- 31 يناير – موللر لاعب كرة قدم برازيلي.[3]

### فبراير
- 22 فبراير – جونسالفس لاعب كرة قدم برازيلي.

### مارس
- 6 نوفمبر – مارسيلو دجيان لاعب كرة قدم برازيلي.[4][4]
- 8 مارس – دانيلو مارسيلينو لاعب كرة مضرب برازيلي.
- 15 مارس – أنريك أرليندو يخيس لاعب كرة قدم برازيلي.

### أبريل
- 8 أبريل – مازينهو لاعب ومدرب كرة قدم برازيلي.[5]

### مايو
- 8 مايو – كلاوديو تافاريل لاعب كرة قدم برازيلي.[6]
- 9 مايو – ماركو أنتونيو دا سيلفا لاعب كرة قدم برازيلي.

### يونيو
- 2 يونيو – أنتونيو فاغنر دي مورايس لاعب كرة قدم برازيلي.
- 14 يونيو – جيلبرتو كارلوس ناسيمنتو لاعب كرة قدم برازيلي.[7]
- 14 يونيو – لوسيانا سوزا مغنية برازيلية.[8]

### أغسطس
- 22 أغسطس – ألكسندر توريس لاعب كرة قدم برازيلي.[9]

### سبتمبر
- 19 سبتمبر – علياد جوزيه ريبيرو لاعب كرة قدم برازيلي.

### أكتوبر
- 8 أكتوبر – واندرلي ماجالهايس أزيفيدو دراج برازيلي.
- 16 أكتوبر – فاغنر بيريرا كاردوزو لاعب كرة قدم برازيلي.[10]
- 31 أكتوبر – أنتونيو رونالدو غونسالفيس لاعب كرة قدم برازيلي.

### نوفمبر
- 6 نوفمبر – مارسيلو دجيان لاعب كرة قدم برازيلي.[4][4]

### ديسمبر
- 18 ديسمبر – ماركوس انطونيو مينيزيس غودوي لاعب كرة قدم برازيلي.
- 23 ديسمبر – كلاوديا رايا[11]

## وفيات

### مايو
- 2 مايو – أغوستينيو فورتيس فيليو (مواليد 1901) لاعب كرة قدم برازيلي.
- 15 مايو – فينسيسلاو براس (مواليد 1868)